# 中山伊知郎
中山 伊知郎（なかやま いちろう、1898年9月20日 - 1980年4月9日）は、日本の経済学者。経済学博士（東京商科大学・1939年）。一橋大学初代学長、一橋大学名誉教授。日本における近代経済学の導入に貢献した。1963年から1980年まで日本学士院会員。1968年文化功労者。第4期日本学術会議副会長。従二位勲一等旭日桐花大綬章。勲一等瑞宝章受章。

## 来歴
父である中山朝之助は福島の平（現・いわき市）で生まれ、その後三重の宇治山田（現・伊勢市）で山田朝報という新聞社を創業し、主筆を務めた。旧制宇治山田中学（現・三重県立宇治山田高等学校）、神戸高等商業学校（現・神戸大学）を経て、1923年に東京商科大学（現・一橋大学）本科を卒業し、同年4月、東京商科大学大学助手に就任。在学中は福田徳三ゼミナールに所属。高等試験行政科試験に合格。1927年ボン大学に留学し東畑精一とともにシュンペーターに師事する。1939年経済学博士（東京商科大学）「発展を含む経済均衡の性質に関する一研究」 。戦時期には近代経済学のなかでも理論研究を重視する「純粋経済学」の担い手とされた。
1927年東京商科大学講師嘱託、1933年同助教授、1937年同教授を経て、1949年同学長兼一橋大学学長兼東京商科大学予科長、東京商科大学附属商学專門部長、東京商科大学附属商業教員養成所長となる。横濱専門学校（現・神奈川大学）草創期に経済学講師。一橋では、上田貞次郎門下が経済政策を講義していたことから、福田徳三門下の中山は経済政策の講義を担当することができなかった。そこで、東畑精一の誘いを受け、1939年から学長就任の1949年まで東京帝国大学で経済政策の講義を行った。また、1950年中央労働委員会会長に就任。
1953年2月10日には、皇居に招かれ昭和天皇に前年に妥結を見た日本炭鉱労働組合および日本電気産業労働組合のストライキの経過、最近の争議方法の規制などについて進講する。1956年産業計画会議委員（議長・松永安左エ門）に就任した。
1961年日本統計学会会長。1964年一橋大学名誉教授。1973年初代社会経済国民会議議長。1974年放送文化基金初代理事長。1977年初代日本計画行政学会会長。1980年特旨を以て位四級追陞せられ従二位勲一等旭日桐花大綬章。
長女は童謡作家・翻訳家の中山知子。次女の夫は経済官僚の垣水孝一。財務官僚の垣水純一は孫。

## 教え子
中山ゼミ出身者としては荒憲治郎（一橋大学名誉教授、元日本経済学会会長）、篠原三代平（一橋大学名誉教授、文化勲章）、板垣與一（一橋大学名誉教授、元経済社会学会会長）、大陽寺順一（一橋大学名誉教授、元社会政策学会代表幹事）、関恒義（一橋大学名誉教授）、倉林義正（一橋大学名誉教授、元国連本部統計局長）、永谷敬三（ブリティッシュコロンビア大学名誉教授）、美濃口武雄（一橋大学名誉教授）、花輪俊哉（一橋大学名誉教授、元日本金融学会会長）、坂本二郎（一橋大学名誉教授）、南亮進（一橋大学名誉教授）、多賀利明（ペンシルベニア大学教授）、田村貞雄（早稲田大学名誉教授）、加藤寛孝（創価大学名誉教授）、吉野昌甫（一橋大学名誉教授）、藤井隆（元慶應義塾大学教授）、前田新太郎（元北海道大学教授）、鈴木茂（元JR北海道会長）、魚本藤吉郎（元駐ソ連特命全権大使）、伊藤助成（元日本生命社長、元経団連副会長）、茂木賢三郎（日本芸術文化振興会理事長）、鈴木純一郎（元ジャパン・タイムス社長）などがいる。

## 著書

### 単著
- 『戦争経済の理論』（日本評論社, 1941年）
- 『発展過程の均衡分析――発展を含む経済均衡の性質に関する一研究』（岩波書店, 1942年）
- 『戦争経済の動向』（大理書房, 1944年）
- 『戦後経済の展望』（白日書院, 1947年）
- 『近代経済学の展開――完全雇傭の理論』（有斐閣, 1950年）
- 『初等経済学講義』（勁草書房, 1955年）
- 『新しい経営者・新しい労働者』（有紀書房, 1958年）
- 『資本主義は変ったか』（東京出版, 1958年）
- 『労使協議制』（日本生産性本部, 1960年）
- 『日本の近代化』（講談社, 1965年）
- 『物価について』（中央公論社, 1967年）
- 『オリーブの実―半寿記念文集』（中央公論事業出版, 1978年）

### 編著
- 『ケインズ――一般理論解説』（日本評論社, 1942年）
- 『統計学辞典』（東洋経済新報社, 1951年／増補版, 1957年）
- 『資本』（河出書房, 1952年）
- 『日本經濟の構造分析（上・下）』（東洋経済新報社, 1954年）
- 『資本蓄積の研究』（東洋経済新報社, 1956年）
- 『日本経済の解明――近代経済理論より見た問題点』（東洋経済新報社, 1959年）
- 『賃金問題と賃金政策』（東洋経済新報社, 1959年）

### 共編著
- （有沢広巳・後藤誉之助）『日本の経済――経済白書の解説と批判』（至誠堂, 1957年）
- （有沢広巳・大河内一男）『新しい社会労使関係』（サンケイ新聞社出版局, 1967年）
- （金森久雄・荒憲治郎）『有斐閣経済辞典』（有斐閣, 1971年）
- （篠原三代平）『日本経済事典』（講談社, 1973年）
- （荒憲治郎・宮沢健一）『原典による経済学の歩み』（講談社, 1974年）

### 全集
- 『中山伊知郎全集』(講談社, 1972年-1973年, 1981年)
  - 第1集『純粋経済学の拡充』
  - 第2集『数理経済学説研究』
  - 第3集『数理経済学説研究』
  - 第4集『資本の理論』
  - 第5集『発展過程の均衡分析』
  - 第6集『近代経済学の展開』
  - 第7集『経済学一般理論』
  - 第8集『初等経済学講義』
  - 第9集『経済の安定と進歩』
  - 第10集『戦争経済の理論』
  - 第11集『経済再建の課題』
  - 第12集『日本経済と世界経済』
  - 第13集『経営者・労働者の新時代』
  - 第14集『労使関係の基盤』
  - 第15集『近代化・工業化・民主化』
  - 第16集『日本経済への発言』
  - 第17集『エッセイ集』
  - 第18集『対談・対話集』
  - 別巻『私の年譜』
  - 補巻『発展の人間学』